# La Belle esclave more
La Belle esclave more est un sonnet de Tristan L'Hermite publié dans le recueil La Lyre en 1641.

## Présentation

### Texte
Beau monstre de Nature, il est vrai, ton visage

Est noir au dernier point, mais beau parfaitement :

Et l'Ébène poli qui te sert d'ornement

Sur le plus blanc ivoire emporte l'avantage.

Ô merveille divine, inconnue à notre âge !

Qu'un objet ténébreux luise si clairement ;

Et qu'un charbon éteint, brûle plus vivement

Que ceux qui de la flamme entretiennent l'usage !

Entre ces noires mains je mets ma liberté ;

Moi qui fus invincible à toute autre Beauté,

Une More m'embrasse, une Esclave me dompte.

Mais cache-toi, Soleil, toi qui viens de ces lieux

D'où cet Astre est venu, qui porte pour ta honte

La nuit sur son visage, et le jour dans ses yeux.

### Publication
La Belle esclave more fait partie du recueil La Lyre en 1641.

## Postérité

### Éditions nouvelles
En 1925, Pierre Camo publie une réédition intégrale des Amours et certains poèmes de La Lyre, dont La Belle esclave more. En 1960, Amédée Carriat retient le poème dans son Choix de pages de toute l'œuvre en vers et en prose de Tristan. En 1962, Philip Wadsworth le reprend également dans son choix de Poésies de Tristan pour Pierre Seghers. 

### Analyse
René Bray trouve Tristan « précieux par la moins bonne partie de son œuvre lyrique. Il a consacré une part de sa vie à écrire des madrigaux ; à l'envi de Malleville et de Voiture, il a traité le thème de la Belle matineuse ; il s'est amusé à composer un sonnet galant sur La Belle esclave more ». 

### Œuvres complètes
- Jean-Pierre Chauveau et al., Tristan L'Hermite, Œuvres complètes (tome II) : Poésie I, Paris, Honoré Champion, coll. « Sources classiques » (no 41), 2002, 576 p. (ISBN 978-2-745-30606-7)

### Anthologies
- Pierre Camo (préface et notes), Les Amours et autres poésies choisies, Paris, Garnier Frères, 1925, XXVII-311 p.
- Amédée Carriat (présentation et annotations), Tristan L'Hermite : Choix de pages, Limoges, Éditions Rougerie, 1960, 264 p.
- Philip Wadsworth (présentation et notes), Tristan L'Hermite : Poésies, Paris, Pierre Seghers, 1962, 150 p.

### Ouvrages cités
- Napoléon-Maurice Bernardin, Un Précurseur de Racine : Tristan L'Hermite, sieur du Solier (1601-1655), sa famille, sa vie, ses œuvres, Paris, Alphonse Picard, 1895, XI-632 p.
- René Bray, La Préciosité et les Précieux : de Thibaut de Champagne à Jean Giraudoux, Paris, Éditions Albin Michel, 1948, 406 p.
- Amédée Carriat, Tristan, ou L'éloge d'un poète, Limoges, Éditions Rougerie, 1955, 146 p.